# Vuelta Higuito
La Vuelta Higuito fue una competencia ciclística regional (Cat. Nacional) por etapas que se corría en la zona de la Provincia de San José y en otras zonas del centro de Costa Rica organizada por la Asociación Deportiva de Higuito y la Federación Costarricense de Ciclismo (Fecoci). Su primera edición se corrió en 1983 y fue ganada por el ciclista costarricense Guillermo Hernández. El ciclista con más ediciones ganadas es el también costarricense Henry Raabe con 4 victorias.
Para el año 2017, la Federación Costarricense de Ciclismo (Fecoci) llega a un acuerdo con la ASO para convertir la Vuelta Higuito en una competencia del UCI America Tour 2017 bajo la denominación inicial de Tour Higuito que posteriormente se denominaría como Tour de Costa Rica, pero esta prueba no fue realizada por falta de patrocinadores.

## Historia
Bajo la dirección de Guillermo Hernández, un ciclista y dirigente local, quien fue también ganador de la primera edición de la prueba, inició en 1983 la Vuelta a Higuito como parte de los festejos de la comunidad del mismo nombre ubicada en el Cantón de Desamparados en la Provincia de San José, siendo esta una competencia de carácter regional.
A mediados de los años 1980 y bajo la dirección Glauco Pinto la prueba se convirtió en una competencia de alcance nacional y en los años 90 con la participación de equipos de élite se produjo la llegada de grandes patrocinadores, así como la llegada de equipos extranjeros, siendo en 1993 el colombiano José Reátegui el primer vencedor extranjero de la competencia.

## Palmarés
| Año  | Ganador                 | Segundo                 | Tercero                |
| ---- | ----------------------- | ----------------------- | ---------------------- |
| 1983 | Guillermo Hernández     |                         |                        |
| 1984 | Óscar Fernández         |                         |                        |
| 1985 | Óscar Fernández         |                         |                        |
| 1986 | Álvaro Jiménez          |                         |                        |
| 1987 | Francisco Calderón      |                         |                        |
| 1988 | Francisco Calderón      |                         |                        |
| 1989 | Francisco Calderón      |                         |                        |
| 1990 | Miguel Badilla          |                         |                        |
| 1991 | Alfredo Zamora          |                         |                        |
| 1992 | Alexis Villalobos       |                         |                        |
| 1993 | José Réategui           |                         |                        |
| 1994 | Marc Freze              |                         |                        |
| 1995 | Gustavo Mesen           |                         |                        |
| 1996 | Federico Ramírez        |                         |                        |
| 1997 | Federico Ramírez        |                         |                        |
| 1998 | Ismael Sarmiento        |                         |                        |
| 1999 | Jorge Humberto Martínez |                         |                        |
| 2000 | Alexis Rojas            |                         |                        |
| 2001 | Mauricio Ardila         |                         |                        |
| 2002 | José Adrián Bonilla     |                         |                        |
| 2003 | José Alberto Montero    | Argiro Zapata           | Marconi Durán          |
| 2004 | Héctor Mesa             | Argiro Zapata           | Juan Carlos Rojas      |
| 2005 | Henry Raabe             | Juan Carlos Rojas       | Ernesto Hernández      |
| 2006 | Henry Raabe             | Janier Acevedo          | Iván Amador            |
| 2007 | Henry Raabe             | Darwin Atapuma          | Janier Acevedo         |
| 2008 | Henry Raabe             | Marco Antonio Salas     | Marconi Durán          |
| 2009 | Janier Acevedo          | Diego Mauricio Calderón | Juan Carlos Rojas      |
| 2010 | William Valencia        | Isaac Bolívar           | Julián Darío Atehortúa |
| 2011 | Argiro Ospina           | Víctor García Estévez   | Julián Darío Atehortúa |
| 2012 | Carlos Alberto Ospina   | Rafael Aníbal Montiel   | Álex Norberto Cano     |
| 2013 | No disputada            | No disputada            | No disputada           |
| 2014 | Pablo Andrés Alarcón    | César Andrés Rojas      | Joseph Chavarría       |
| 2015 | Juan Carlos Rojas       | Román Villalobos        | César Andrés Rojas     |
| 2016 | Leandro Varela          | César Andrés Rojas      | Juan Carlos Rojas      |

### Más victorias generales
| Ciclista           | Victorias | Años                   |
| ------------------ | --------- | ---------------------- |
| Henry Raabe        | 4         | 2005, 2006, 2007, 2008 |
| Francisco Calderón | 3         | 1987, 1988, 1989       |
| Óscar Fernández    | 2         | 1984, 1985             |
| Federico Ramírez   | 2         | 1996, 1997             |

## Palmarés por países
| País       | Victorias |
| ---------- | --------- |
| Costa Rica | 21        |
| Colombia   | 10        |
| Francia    | 1         |
| Chile      | 1         |